# ایان (نام)
ایان (انگلیسی: Ian یا Iain) یک نام کوچک با ریشهٔ گیلیک اسکاتلندی برای مردان و همچنین یک نام خانوادگی است. افراد سرشناس با این نام از این قرارند:

## ایان‌های سرشناس

### نام کوچک
- ایان ادموند، شناگر اهل کشور بریتانیا
- ایان استرلینگ، کمدین، مجری اهل بریتانیا
- ایان استوری-مور (زادهٔ ۱۹۴۵)، بازیکن فوتبال اهل کشور انگلستان
- ایان استیونسن، روانپزشک
- ایان اسکات (بازیگر پورنوگرافی)، بازیگر پورنوگرافی اهل فرانسه
- ایان اسکات (دوچرخه‌سوار) (۱۹۱۵ – ۱۹۸۰)، دوچرخه‌سوار اهل بریتانیا
- ایان اسمیت (بازیکن فوتبال)، بازیکن فوتبال اهل کاستاریکا
- ایان اسمیت (۱۹۱۹–۲۰۰۷)، سیاستمدار، مزرعه‌دار و خلبان جنگی اهل رودزیا
- ایان اندرسون، نوازنده، خواننده و ترانه‌سرای اهل اسکاتلند و رهبر گروه پراگرسیو راک انگلیسی جترو تال
- ایان اوبراین (زادهٔ ۱۹۴۷)، اهل کشور استرالیا
- ایان بانن (۱۹۲۸ – ۱۹۹۹)، هنرپیشه اهل بریتانیا
- ایان براون، دوچرخه‌سوار اهل استرالیا
- ایان برمر، کارشناس سیاسی اهل ایالات متحده آمریکا
- ایان برنن (نویسنده)، فیلم‌نامه‌نویس، هنرپیشه، تهیه‌کننده تلویزیونی و کارگردان آمریکایی
- ایان بریتون (بازیکن فوتبال اهل اسکاتلند)
- ایان پیس، درامر گروه راک دیپ پرپل و تنها بازمانده از ترکیب اولیه گروه
- ایان تورپ، شناگر
- ایان تیلور (بازیکن فوتبال)، بازیکن فوتبال اهل بریتانیا
- ایان تیلور (بازیکن هاکی روی چمن)، بازیکن هاکی روی چمن اهل بریتانیا
- ایان جیمز کورلت، صداپیشه، تهیه‌کننده و پدیدآور اهل کانادا و بنیان‌گذار «استودیو بی پروداکشنز»
- ایان چارلسون (۱۹۴۹ – ۱۹۹۰)، هنرپیشه اهل اسکاتلند
- ایان د کسکر، هنرپیشه اهل بریتانیا
- ایان دالریمپل (۱۹۰۳–۱۹۸۹)، تهیه‌کننده، کارگردان فیلم و فیلم‌نامه‌نویس اهل بریتانیا
- ایان راش، مهاجم سابق باشگاه لیورپول
- ایان رایت (زادهٔ ۱۹۶۳)، بازیکن فوتبال اهل کشور انگلستان
- ایان ریچاردسون (۱۹۳۴ – ۲۰۰۷)، هنرپیشه اهل بریتانیا
- ایان زیرینگ، هنرپیشه اهل ایالات متحده آمریکا
- ایان سافتلی، کارگردان اهل بریتانیا
- ایان سامرهلدر هنرپیشه  و مدلینگ امریکایی
- ایان فلمینگ، نویسندهٔ انگلیسی و خالق داستان‌های مشهورِ جیمز باند
- ایان کرتیس، خواننده، ترانه‌نویس، گیتاریست و آهنگ‌نویس گروه پست-پانک انگلیسی جوی دیویژن
- ایان کرشاو، نویسنده و تاریخ‌نگار اهل بریتانیا
- ایان کروکر، ورزشکار مرد رشتهٔ شنا اهل کشور ایالات متحده آمریکا
- ایان کلهن (زادهٔ ۱۹۴۲)، بازیکن فوتبال اهل کشور انگلستان
- ایان گلن، هنرپیشه اهل بریتانیا
- ایان گیلان (زادهٔ ۱۹۴۵)، خواننده و ترانه‌سرای انگلیسی
- ایان مکای، موسیقی‌دان، گیتارنواز، خواننده، ترانه‌سرا و تهیه‌کننده موسیقی اهل ایالات متحده آمریکا
- ایان مک‌دیارمید، هنرپیشه اهل بریتانیا
- ایان مک‌شین، هنرپیشه اهل بریتانیا
- ایان مک‌کلن، بازیگر انگلیسی
- ایان مک‌یوون، نویسنده و نمایشنامه‌نویس انگلیسی
- ایان مورداک، بنیان‌گذار توزیع گنو/لینوکس دبیان و شرکت Progeny Linux Systems
- ایان هاتچینسون (بازیکن فوتبال زاده ۱۹۴۸)
- ایان هارت (بازیکن فوتبال)، یک بازیکن فوتبال اهل ایرلند است
- ایان هارت، بازیگر انگلیسی
- ایان هاردینگ، هنرپیشه اهل ایالات متحده آمریکا
- ایان هالارد، بازیگر انگلیسی
- ایان هالپرین، روزنامه‌نگار و زندگی‌نامه‌نویس اهل کانادا
- ایان هانتر (بازیگر)، (۱۹۰۰ – ۱۹۷۵) هنرپیشه اهل بریتانیا
- ایان هکینگ، فیلسوف کانادایی و استاد بازنشستهٔ دانشگاه تورنتو
- ایان هولم، بازیگر انگلیسی
- ایان هیل، از اعضای بنیان‌گذار و نوازندهٔ گیتار بیس گروه هوی متال انگلیسی جوداس پریست
- ایان ولف (۱۸۹۶ – ۱۹۹۲)، هنرپیشه، و شاعر اهل ایالات متحده آمریکا
- ایان ویلموت، دانشمند رویان‌شناس اهل بریتانیا
- یین دانکن اسمیت، سیاست‌مدار حزب محافظه‌کار اهل بریتانیا

### میان‌نام
- توماس ایان نیکلاس، هنرپیشه اهل ایالات متحده آمریکا
- هنری ایان کوسیک، بازیگر اسکاتلندی، پرویی تئاتر، سینما و تلویزیون

### نام خانوادگی
- اسکات ایان، موسیقی‌دان اهل ایالات متحده آمریکا
- جنیس ایان، (زادهٔ ۱۹۵۱) خواننده و آهنگساز آمریکایی